# Riftia
Riftia is een geslacht van borstelwormen uit de familie van de Siboglinidae.

## Soorten
- Riftia pachyptila (Reusachtige kokerworm) Jones, 1981